# San Juan de los Durán, Guanajuato
San Juan de los Durán är en ort i Mexiko.   Den ligger i kommunen Silao de la Victoria och delstaten Guanajuato, i den centrala delen av landet, 290 km nordväst om huvudstaden Mexico City. San Juan de los Durán ligger 1 762 meter över havet och antalet invånare är 215.
Terrängen runt San Juan de los Durán är en högslätt. Runt San Juan de los Durán är det tätbefolkat, med 297 invånare per kvadratkilometer. Närmaste större samhälle är Silao, 4,5 km nordost om San Juan de los Durán. Omgivningarna runt San Juan de los Durán är en mosaik av jordbruksmark och naturlig växtlighet.